# Evert Fraterman
Evert Jan Fraterman (* 20. Mai 1950 in Arnhem) ist ein niederländischer Rock- und Fusionsmusiker (Schlagzeug), der in Ansbach lebt. Bekannt wurde er vor allem als Schlagzeuger in der bedeutenden deutschen Jazzrock-Band Mild Maniac Orchestra von Volker Kriegel Ende der 1970er und Anfang der 1980er Jahre.

## Leben und Wirken
Fraterman erhielt eine erste musikalische Ausbildung in einem Kinderchor, mit dem er auch in Deutschland auftrat und zu Aufnahmen beim niederländischen Rundfunk in Hilversum war. Er zog als Jugendlicher mit seinen Eltern von Arnhem nach Deutschland (zunächst Düsseldorf, dann München und schließlich Ansbach). Er spielte in Beat- und Soulgruppen, bevor er über den Bluesrock zur Rockmusik kam. 1970 gründete er mit Wolfgang Keilhofer und Hans-Jörg Kerler das  Prog-Rocktrio Parish Nag. Im selben Jahr begann er nach dem Abitur am Ansbacher Platen-Gymnasium mit dem Studium der Architektur, wechselte aber bald zum Musikstudium, das er am Konservatorium Nürnberg absolvierte.
In Nürnberg war er als Theatermusiker tätig und spielte im Jazztrio von Ken Rhodes, mit dem er überregional und europaweit auftrat. Volker Kriegel holte ihn 1976 in sein Mild Maniac Orchestra, in dem er als Schlagzeuger acht Jahre tätig und an acht Alben (wie Biton Grooves) beteiligt war; mit der Band wurde er 1982 von der Deutschen Phonoakademie als „Künstler des Jahres“ geehrt. 1978 und 1980 nahm er zwei Alben mit Eberhard Schoener, Sting und Andy Summers auf. Daneben spielte er als Schlagzeuger auf zwei Schallplatten mit Hans Peter Ströer (Ströer, Nerv). 1988 war er am offiziellen kulturellen Beitrag der Bundesrepublik Deutschland zu den Olympischen Sommerspielen 1988, der Kunstdisco Seoul, beteiligt. Auch trat er mit Jack Bruce, Nigel Kennedy, Dick Heckstall-Smith/John Etheridge (Obsession Fees 1992), Kevin Coyne sowie Albert Mangelsdorff auf. In den nächsten Jahren konzentrierte er sich auf Konzerte mit Faun, Revolver oder Streetlife; auch gründete er seine eigene Band the fratermen. Daneben schrieb und produzierte er Stücke für seine CDs Spielerlaubnis, der Sinn des nebeLs und sein teilweise autobiografisches Buch/CD-Projekt Wasserfreunde. Auch ist er auf Alben von Anne Haigis und Serah/Friedemann Dähn zu hören. Er ist außerdem als Schlagzeuglehrer tätig; so unterrichtete er Wolfgang Haffner.

## Auszeichnungen
- 1982: Deutscher Schallplattenpreis, „Künstler des Jahres 1982“, Kategorie Ensemble Pop national[6], mit der Gruppe Mild Maniac Orchestra.